# Pseudaspilates obliquizona
Pseudaspilates obliquizona là một loài bướm đêm trong họ Geometridae.